# Königsbronn
Königsbronn er en kommune i Landkreis Heidenheim i den østlige del af den tyske delstat Baden-Württemberg i det sydlige Tyskland.

## Geografi
Königsbronn ligger ved den østlige ende af Schwäbische Alb, de såkaldte Ostalb. Både hovedbyen og landsbyen Itzelberg ligger i Brenzdalen, mens de højere liggende landsbyer, Zang på Albuch vest for dalen og Ochsenberg på Härtsfeld ligger øst for dalen.
I Königsbronn har floden Brenz sit udspring. I den nordlige ende af kommunen, tæt ved kommunegrænsen til nabobyen Oberkochen løber det Europæiske vandskel, der adskiller afvandingsområderne mod Rhinen og Nordsøen fra områder hvor vandet løber mod Donau og Sortehavet. Geologisk er Königsbronn præget af Karstlandskabet i Schwäbischen Alb, med Kalkstensklipper, huler kilder i porøse Kalksten.

## Personligheder
- Modstandsmanden Georg Elser (1903–1945), arbejdede som snedker i Königsbronn.

## Galleri
- Rådhuset fra 1765 i rokokostil
- Brenztopf, Brenz' udspring
- Mindesmærke Georg Elser
- Udsigt fra den vestlige del af Herwartstein mod Königsbronn